# Nothomiza xanthocolona
Nothomiza xanthocolona är en fjärilsart som beskrevs av Edward Meyrick 1897. Nothomiza xanthocolona ingår i släktet Nothomiza och familjen mätare. Inga underarter finns listade i Catalogue of Life.